# Elisabeth Vavra
Elisabeth Vavra (* in Wien) ist eine österreichische Kunsthistorikerin und Ausstellungskuratorin.

## Leben
Sie studierte Kunstgeschichte und Archäologie an der Universität Wien und forschte am Institut für Realienkunde des Mittelalters und der frühen Neuzeit zur materiellen Kultur, Bildinterpretation und Ikonographie. Als Kuratorin und Beraterin in zahlreichen kulturwissenschaftlichen Ausstellungen präsentiert sie das Leben der Menschen in der Vergangenheit aus alltags- und frauengeschichtlicher Perspektive.
Seit den 1980er-Jahren war sie mehrfach Ausstellungskuratorin bei niederösterreichischen, oberösterreichischen und bayerischen Landesausstellungen. Vavra wurde 2003 zur Direktorin des Instituts für Realienkunde des Mittelalters und der frühen Neuzeit ernannt und war bis 2012 in einer Leitungsfunktion an der Österreichischen Akademie der Wissenschaften. Sie ist wissenschaftliche Leiterin für den Bereich Geschichte im Niederösterreichischen Landesmuseum und Vorsitzende des niederösterreichischen Kultursenats.

## Auszeichnungen
- 1982 Theodor-Körner-Förderungspreis
- 1989 Wolfgang-Amadeus-Mozart-Förderungspreis der Johann Wolfgang von Goethe-Stiftung
- 1990 Anerkennungspreis des Landes Niederösterreich
- 2005 Kulturmedaille des Landes Oberösterreich
- 2012 Verdienstmedaille des Landes Oberösterreich
- 2013 Wissenschaftspreis des Landes Niederösterreich
- 2014 Berufstitel Professor
- 2014 Ehrennadel der Stadt Krems
- 2024 Niederösterreichischer Kulturpreis: Würdigungspreis für Erwachsenenbildung[2]

## Schriften
Elisabeth Vavra ist Autorin zahlreicher Publikationen und Herausgeberin von Büchern und Ausstellungskatalogen. Sie publiziert in Sammelbänden und Zeitschriften, hat zahlreiche fachspezifische Lexika-Artikel erstellt und arbeitet an fachbezogenen Websites mit.